# بابلو ماري
بابلو ماري فيلار (بالإسبانية: Pablo Marí Villar) (تلفظ بالإسبانية: ‎/ˈpaβlo maˈɾi biˈʎaɾ/‏; من مواليد 31 أغسطس 1993) هو لاعب كرة قدم إسباني محترف، يلعب في مركز قلب الدفاع لعب سابقًا لنادي أرسنال في الدوري الإنجليزي الممتاز.

## مسيرته الكروية

### مايوركا
ولد ماري في Almussafes، منطقة بلنسية، وقد تدرب في بداية مسيرته في فريق الشباب لريال مايوركا. ظهر لأول مرة مع الفريق الأول لريال مايوركا ب بعمر 17 عامًا فقط، وقضى عدة مواسم في الدوري الإسباني الدرجة الثانية ب.[بحاجة لمصدر]
ظهر ماري لأول مرة مع الفريق الأول في 7 ديسمبر 2011، فلعب 30 دقيقة عندما تعادلوا 2–2 مع نادي غرناطة، فقد لعبَ بديلًا لبيدرو بيغاس. لعب مباراته الثانية في الدوري الإسباني بديلًا في 5 مايو 2012، وقد فازوا بنتيجة 1-0 على نادي ليفانتي.

### خيمناستيك طركونة
وقع ماري عقدًا مع خيمناستيك طركونة في 2 سبتمبر 2013. ظهر لأول مرة مع الفريق الكتالوني في 12 أكتوبر، وقد تسبب بركلة جزاء لأولمبيك تشاتيفا، وانتهت المباراة بالتعادل 2–2.
سجل ماري هدفه الأول في 1 ديسمبر 2013، وقد فازوا على نادي ليفانتي ب بنتيجة 2-1. وقع عقدًا جديدًا لمدة ثلاث سنوات مع النادي في 25 يونيو 2015، بعد صعودهم إلى الدوري الإسباني الدرجة الثانية.
سجل ماري هدفه الاحترافي الأول في 30 أغسطس 2015، وفازوا بنتيجة 2-1 على نادي تينيريفي.

### مانشستر سيتي
انتقل ماري إلى مانشستر سيتي الذي يلعب في في الدوري الإنجليزي الممتاز في 15 أغسطس 2016. أُعير إلى نادي جيرونا بعد يوم واحد، في صفقة استمرت لمدة موسم واحد.
لعب ماري موسمين لناديين مختلفين رغم أن عقده مع مانشستر لم ينتهي، فقد لعب قائدًا لنادي ناك بريدا (الدوري الهولندي الممتاز)، ونادي ديبورتيفو لاكورونيا (الدوري الإسباني الدرجة الثانية).

### فلامنغو
وقع ماري مع نادي فلامنغو في 11 يوليو 2019 على عقدٍ يستمر حتى عام 2022، مقابل رسوم تقريبية قدرها 1.3 مليون يورو (أو 5.5 مليون ريال برازيلي). أصبح ثالث لاعب إسباني للنادي البرازيلي، بعد حارس المرمى خوسيه كاباليرو في أواخر الثلاثينيات والمهاجم خوسيه أوفارتي في الستينيات من القرن العشرين. ظهر لأول مرة في 28 يوليو في مباراة من الدوري البرازيلي الدرجة الأولى ضد بوتافوغو ريغاتاس في ملعب ماراكانا، وفازوا بنتيجة 3-2; سرعان ما أثبت نفسه في الفريق الأول، فقد قام المدرب جورجي جيسوس بإقرانه مع رودريغو كايو.
سجل ماري هدفه الأول في 25 أغسطس 2019، بتسديدة داخل منطقة الجزاء وقد فازوا بنتيجة 3-0 على نادي سيارا. سجل هدفه الثاني في الدوري يوم 7 سبتمبر 2019 برأسية ضد نادي أفاي لكرة القدم، وفازوا 3-0 على ملعب ماني غارينشا الوطني. في نوفمبر 2019، أصبح أول إسباني يفوز بـكوبا ليبرتادوريس، مسابقة الأندية الكبرى في أمريكا الجنوبية. تصدر ماري عناوين الصحف لارتدائه الرقم 24 في كأس ليبرتادوريس، حيث يرتبط الرقم بالمثليين في البرازيل.

### أرسنال
انضم ماري إلى نادي نادي أرسنال في الدوري الإنجليزي الممتاز في 29 يناير 2020 على سبيل الإعارة حتى نهاية الموسم، مع وجود خيار لآرسنال لجعل الصفقة دائمة في الصيف. قال المدير الفني لآرسنال إدواردو سيزار غاسبار: «بابلو لاعب متمرس سيوفر لنا ميزة دفاعية إضافية. لقد ظللنا نراقب مسيرة بابلو منذ فترة، ويسعدنا للغاية أن توصلنا إلى اتفاق مع فلامنجو لكي ينضم إلينا في البداية حتى نهاية موسمنا». شارك ماري في مباراتين مع أرسنال، فقد فاز بكأس الاتحاد الإنجليزي بنتيجة 2–0 على نادي بورتسموث، وفاز بمباراة من الدوري الإنجليزي بنتيجة 1–0 أمام وست هام يونايتد، قبل توقف الموسم بسبب جائحة فيروس كورونا.
أصيب ماري أثناء هزيمتهم 3-0 أمام مانشستر سيتي، في المباراة الأولى لاستئناف الدوري في 17 يونيو 2020. أكد آرسنال بعد المباراة أنه سيغيب عن الفترة المتبقية من الموسم بسبب إصابة «بليغة» في الكاحل. على الرغم من هذه الإصابة، أعلن آرسنال في 24 يونيو أن ماري سينضم إلى النادي بشكل دائم مقابل رسوم غير معلنة في 1 يوليو، عند افتتاح فترة الانتقالات الصيفية.
سجل ماري هدفه الأول مع أرسنال في 3 ديسمبر 2020، عندما فازوا 4-1 على رابيد فيينا في الدوري الأوروبي.

## حياته الشخصية
ماري متزوج من فيرونيكا تشاكون، وأنجب ابنًا في عام 2018، سماه على اسم والده.

## إحصائيات

### الأندية
آخر تحديث المباراة التي لعبت في 13 أغسطس 2021.
| النادي                      | الموسم   | الدوري                           | الدوري    | الدوري  | الكأس     | الكأس   | كأس الدوري | كأس الدوري | مسابقات قارية | مسابقات قارية | أخرى      | أخرى    | المجموع   | المجموع |
| النادي                      | الموسم   | الدرجة                           | المباريات | الأهداف | المباريات | الأهداف | المباريات  | الأهداف    | المباريات     | الأهداف       | المباريات | الأهداف | المباريات | الأهداف |
| --------------------------- | -------- | -------------------------------- | --------- | ------- | --------- | ------- | ---------- | ---------- | ------------- | ------------- | --------- | ------- | --------- | ------- |
| ريال مايوركا ب              | 2010–11  | الدوري الإسباني الدرجة الثانية ب | 19        | 1       | —         | —       | —          | —          | —             | —             | —         | —       | 19        | 1       |
| ريال مايوركا ب              | 2011–12  | الدوري الإسباني الدرجة الثانية ب | 22        | 1       | —         | —       | —          | —          | —             | —             | —         | —       | 22        | 1       |
| ريال مايوركا ب              | 2012–13  | الدوري الإسباني الدرجة الثانية ب | 28        | 1       | —         | —       | —          | —          | —             | —             | —         | —       | 28        | 1       |
| ريال مايوركا ب              | المجموع  | المجموع                          | 69        | 3       | —         | —       | —          | —          | —             | —             | —         | —       | 69        | 3       |
| ريال مايوركا                | 2011–12  | الدوري الإسباني                  | 2         | 0       | 0         | 0       | —          | —          | —             | —             | —         | —       | 2         | 0       |
| خيمناستيك طركونة            | 2013–14  | الدوري الإسباني الدرجة الثانية ب | 29        | 2       | 3         | 0       | —          | —          | —             | —             | —         | —       | 32        | 2       |
| خيمناستيك طركونة            | 2014–15  | الدوري الإسباني الدرجة الثانية ب | 37        | 3       | 2         | 0       | —          | —          | —             | —             | —         | —       | 39        | 3       |
| خيمناستيك طركونة            | 2015–16  | الدوري الإسباني الدرجة الثانية   | 25        | 1       | 0         | 0       | —          | —          | —             | —             | —         | —       | 25        | 1       |
| خيمناستيك طركونة            | المجموع  | المجموع                          | 91        | 6       | 5         | 0       | —          | —          | —             | —             | —         | —       | 96        | 6       |
| مانشستر سيتي                | 2016–17  | الدوري الإنجليزي الممتاز         | —         | —       | —         | —       | —          | —          | —             | —             | —         | —       | 0         | 0       |
| نادي جيرونا (إعارة)         | 2016–17  | الدوري الإسباني الدرجة الثانية ب | 8         | 0       | 1         | 0       | —          | —          | —             | —             | —         | —       | 9         | 0       |
| ناك بريدا (إعارة)           | 2017–18  | الدوري الهولندي الممتاز          | 20        | 1       | 1         | 0       | —          | —          | —             | —             | —         | —       | 21        | 1       |
| ديبورتيفو لاكورونيا (إعارة) | 2018–19  | الدوري الإسباني الدرجة الثانية   | 38        | 2       | 0         | 0       | —          | —          | —             | —             | —         | —       | 38        | 2       |
| نادي فلامنغو                | 2019     | الدوري البرازيلي الدرجة الأولى   | 22        | 2       | —         | —       | —          | —          | 6             | 1             | 2         | 0       | 30        | 3       |
| نادي أرسنال (إعارة)         | 2019–20  | الدوري الإنجليزي الممتاز         | 2         | 0       | 1         | 0       | —          | —          | —             | —             | —         | —       | 3         | 0       |
| أرسنال                      | 2020–21  | الدوري الإنجليزي الممتاز         | 10        | 0       | 1         | 0       | 0          | 0          | 5             | 1             | 0         | 0       | 16        | 1       |
| أرسنال                      | 2021–22  | الدوري الإنجليزي الممتاز         | 1         | 0       | 0         | 0       | 0          | 0          | —             | —             | —         | —       | 1         | 0       |
| أرسنال                      | المجموع  | المجموع                          | 13        | 0       | 2         | 0       | 0          | 0          | 5             | 1             | 0         | 0       | 20        | 1       |
| الإجمالي                    | الإجمالي | الإجمالي                         | 263       | 14      | 9         | 0       | 0          | 0          | 11            | 2             | 2         | 0       | 285       | 16      |

1. ↑  عدد مرات الظهور في كوبا ليبرتادوريس
2. ↑  عدد مرات الظهور في كأس العالم للأندية
3. ↑  عدد مرات الظهور في الدوري الأوروبي

## ألقاب
فلامنغو
- الدوري البرازيلي الدرجة الأولى: 2019[35]
- كوبا ليبرتادوريس: 2019[36]

فردية
- فريق العام للدوري البرازيلي الدرجة الأولى: 2019[37]

## وصلات خارجية
- بابلو ماري على موقع إي إس بي إن إف سي (الإنجليزية)
- بابلو ماري على موقع قاعدة بيانات كرة القدم.إي يو (الإنجليزية)
- بابلو ماري على موقع ليكيب (الفرنسية)
- بابلو ماري على موقع Soccerbase.com (لاعب) (الإنجليزية)
- بابلو ماري على موقع Soccerway.com (الإنجليزية)
- بابلو ماري على موقع عالم كرة القدم.نت (الإنجليزية)
- بابلو ماري على موقع AS.com (الإسبانية)